# Asunción Nochixtlán

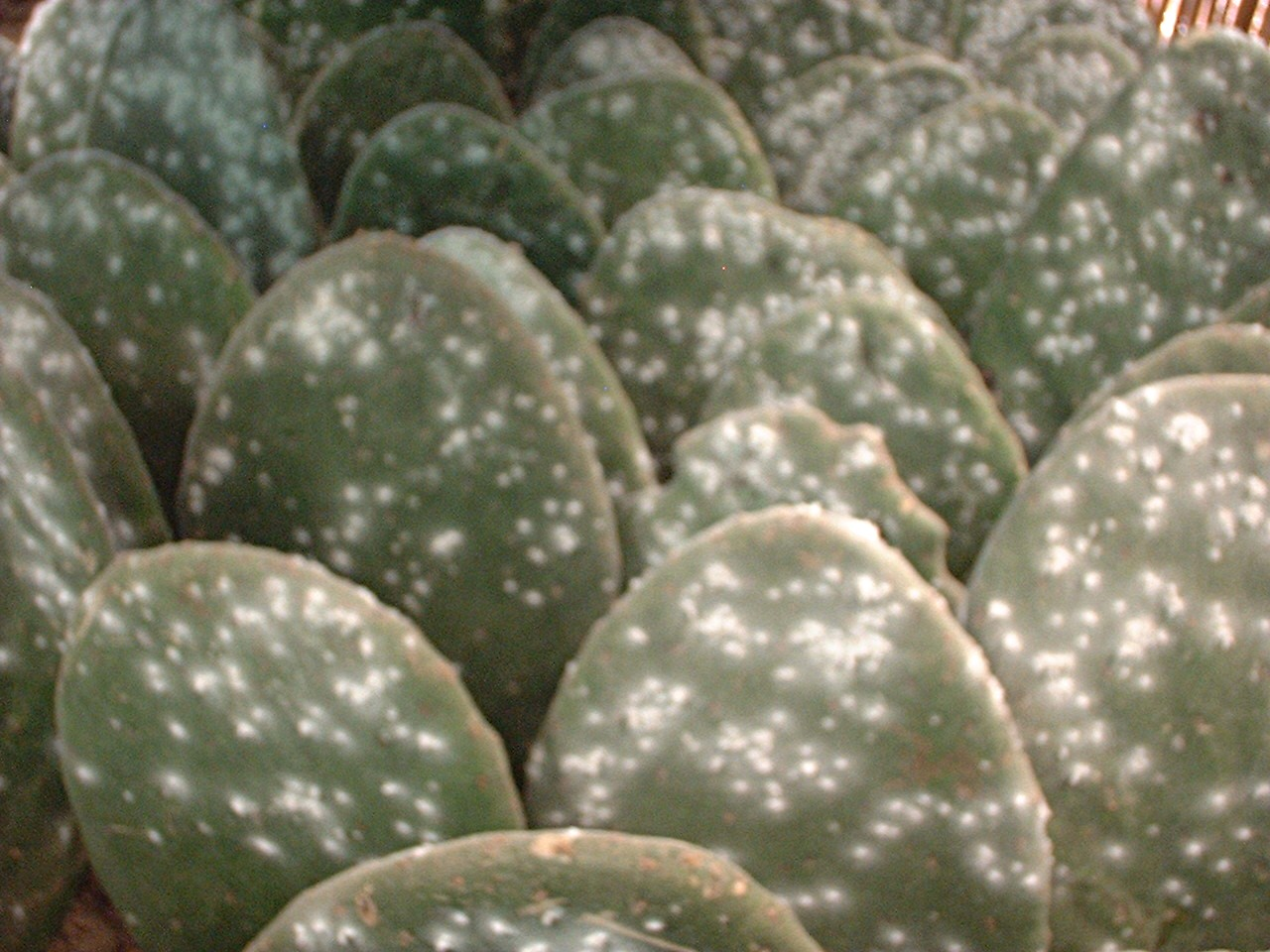
Nopales à la cochenille.

Asunción Nochixtlán est une municipalité et une ville de l'État de Oaxaca, au Mexique. La municipalité couvre une superficie de 820,35 km2 et compte 18 525 habitants en 2015.

## Personnalités
- Flor Amargo (1988-), chanteuse, musicienne et compositrice, est née à Asunción Nochixtlán.